# 시코르스키 항공
시코르스키 항공은 미국의 항공기 제조회사이다. 우크라이나 키에프에서 태어난 러시아계 미국인인 이고리 시코르스키가 1925년에 설립했다.

## 록히드 마틴
2015년 7월 록히드 마틴은 유나이티드 테크놀로지스에 90억달러(약 10조4103억원)를 주고서, 자회사인 시코르스키를 인수합병했다. 록히드 마틴이 1995년 마틴 마리에타를 100억달러에 인수한 이후 최대 규모다.

## 항공기 제품
시코르스키사는 제품의 모델 번호를 거의 다 "S-숫자"로 지정한다. S-1부터 S-20까지는 러시아 이고르 시코르스키에 의해 설계되었다. 추후 모델, 특히 헬기중에는, 그것을 사용하는 군에 의해, 종종 목적에 따라(예를 들면 UH, SH 그리고 MH), 물리적 기체가 장비면에서 오직 조그만 변형밖에 하지 않은 것조차도, 다양한 명칭을 부여받았다. 어떤 경우에는, 시코르스키사나 다른 제조사에 항공기가 반환되고 부가적으로 수정되어, 결과적으로 같은 기본 모델 번호에 부가된 파생형이 된다.

### 비행기
- 시코르스키 S-29-A: 쌍발엔진 화물 복엽기. 시코르스키가 미국에서 처음 제작한 비행기. 하워드 휴즈의 영화 지옥의 천사들에 등장 (1924)
- 시코르스키 S-30: 쌍발엔진, 생산된적 없음. (1925)
- 시코르스키 S-31: 단발엔진 복엽기 (1925)
- 시코르스키 S-32: 단발엔진 2승객 복엽기 (1926)
- 시코르스키 S-33: "메신저(Messenger)" 단발엔진 복엽기(1925)
- 시코르스키 S-34: 쌍발엔진 비행정 시제기 (1927)
- 시코르스키 S-35: 삼발엔진 복엽기 시제기 (1926)
- 시코르스키 S-36: 8좌석 2엔진 비행정 "앰피비온(Amphibion)" (1927)
- 시코르스키 S-37: "가디언(Guardian)" 8좌석 2엔진 복엽기 (1927)
- 시코르스키 S-38: 8좌석 2엔진 비행정 보트 (USN PS) (1928–1933)
- 시코르스키 S-39: S-38의 변형 5좌석 단발엔진(1929–1932)
- 시코르스키 S-40: "플라잉 포레스트(Flying Forest)" 4엔진 28승객 비행정 (1931)
- 시코르스키 S-41: 쌍발엔진 비행정 (1931)
- 시코르스키 S-42: "클리퍼(Clipper)" 4엔진 비행정 (1934–1935)
- 시코르스키 S-43: "베이비 클리퍼(Baby Clipper)" 쌍발엔진 수륙양용 비행정 (1935–1937) (Army OA-1, USN JRS-1)
- 시코르스키 VS-44: 4엔진 비행정 (1937)
- 시코르스키 S-45: 6엔진 비행정 (for Pan Am). 생산된적 없음.

### 헬리콥터
- VS-300
- 시코르스키 S-47 (R-4): 세계 최초 헬리콥터 (1940)
- 시코르스키 S-48 (R-5/H-5): R-4보다 더 높은 적재량, 내구성, 스피드 그리고 상승고도로 설계된 헬리콥터 (1943)
- 시코르스키 S-49 (R-6): 새로운 동체로 개선된 R-4
- 시코르스키 S-51: 더 커진, 민수용 H-5. 세계에서 두 번째로 인증된 상업용 헬리콥터 (1946)
- 시코르스키 S-52 (H-18/HO5S): 전부 금속 로터로 제작된 헬리콥터 (1947)
- 시코르스키 S-55: 승객 10명 수송 헬리콥터(1949)
- 시코르스키 S-56: 쌍발 엔진 헬리콥터, H-37A Mojave (1953)
- 시코르스키 S-58: S-55 보다 더 커지고 발달한 승객 18명 수송 헬리콥터. ASW에서도 이용 가능한 VIP 버전 (1954)
- 시코르스키 S-59 (XH-39): 2 H-18s가 터보샤프트 엔진 사용으로 전환됨. (1953)
- 시코르스키 S-60: "플라잉 크레인(flying crane)" 시제기 헬리콥터, 1961년 실패 (1959)
- 시코르스키 S-61: SH-3 시킹 ASW, SAR or 수송 헬리콥터(1959)
- 시코르스키 S-61R: 후방 화물 램프로 재설계된 S-61; CH-3, HH-3 "졸리 그린 자이언트(Jolly Green Giant)", HH-3F 펠리컨 (1963)
- 시코르스키 S-62: HH-52 해안경비 수륙양용 헬리콥터(1958)
- 시콜스키 S-64: CH-54 Tarhe "플라잉 크레인(flying crane)" (1962)
- 시코르스키 S-65: CH-53 시스탤리온 중/대형 수송 헬리콥터 (1964)
- 시코르스키 S-67 블랙호크: 공격 헬리콥터 시제기(1970)
- 시코르스키 S-69: 동축 역회전 로터 시제기, 쌍둥이 일반형 꼬리(1973)
- 시코르스키 S-70: UH-60 블랙호크, SH-60 시호크 (1974)
- 시코르스키 S-72: NASA를 위한 로터 시스템 연구용(1975)
- 시코르스키 S-75: Advanced Composite Airframe Program (ACAP) 복합재 개념 증명 헬리콥터(1984)
- 시코르스키 S-76: "스피릿(Spirit)" 14좌석 상업용 (1977)
- 시코르스키 S-80: CH-53E 슈퍼스탤리온 대형 수송 헬기(1974)
- 시코르스키 S-92: 군용 H-92 Superhawk, CH-148 Cyclone (1995)
- 시코르스키 S-300C
- 시코르스키 S-333
- 시코르스키 S-434
- 시코르스키 X2: 쌍발, 역회전 로터와 추진 프로펠러 개념 실증기

### 다른 항공기
- 시코르스키 Cypher: 도넛 모양 무인항공기(UAV) (1992)
- 시코르스키 Cypher II: 개발중 (2001)

## 사진

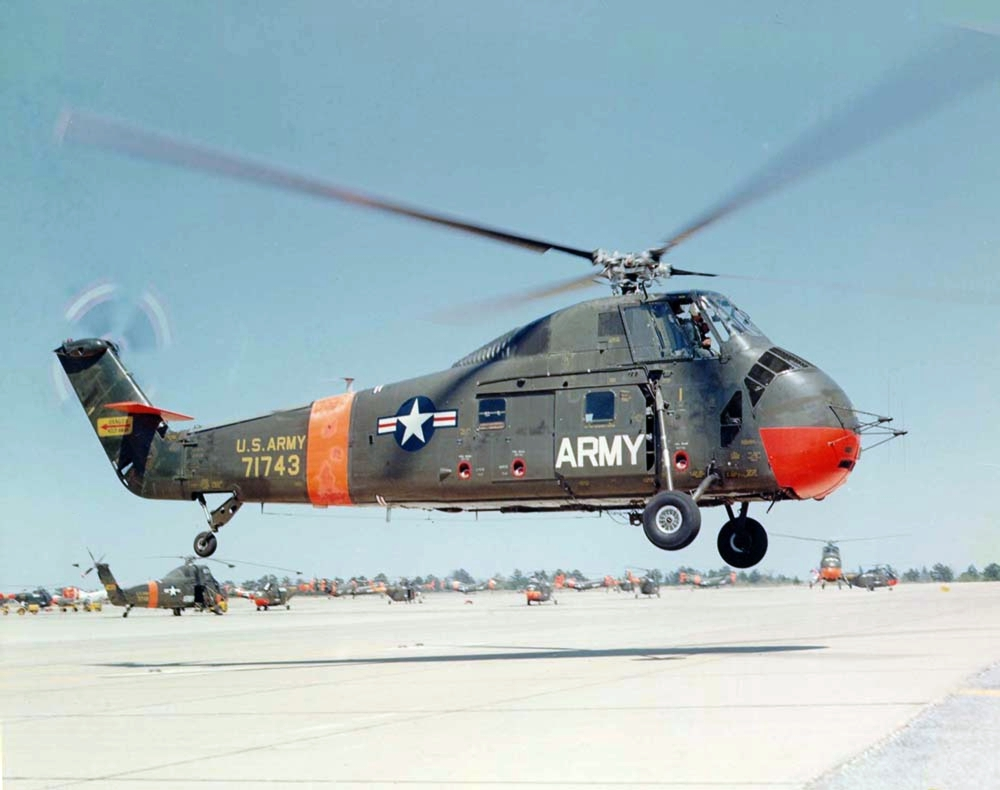
H-34 촉토
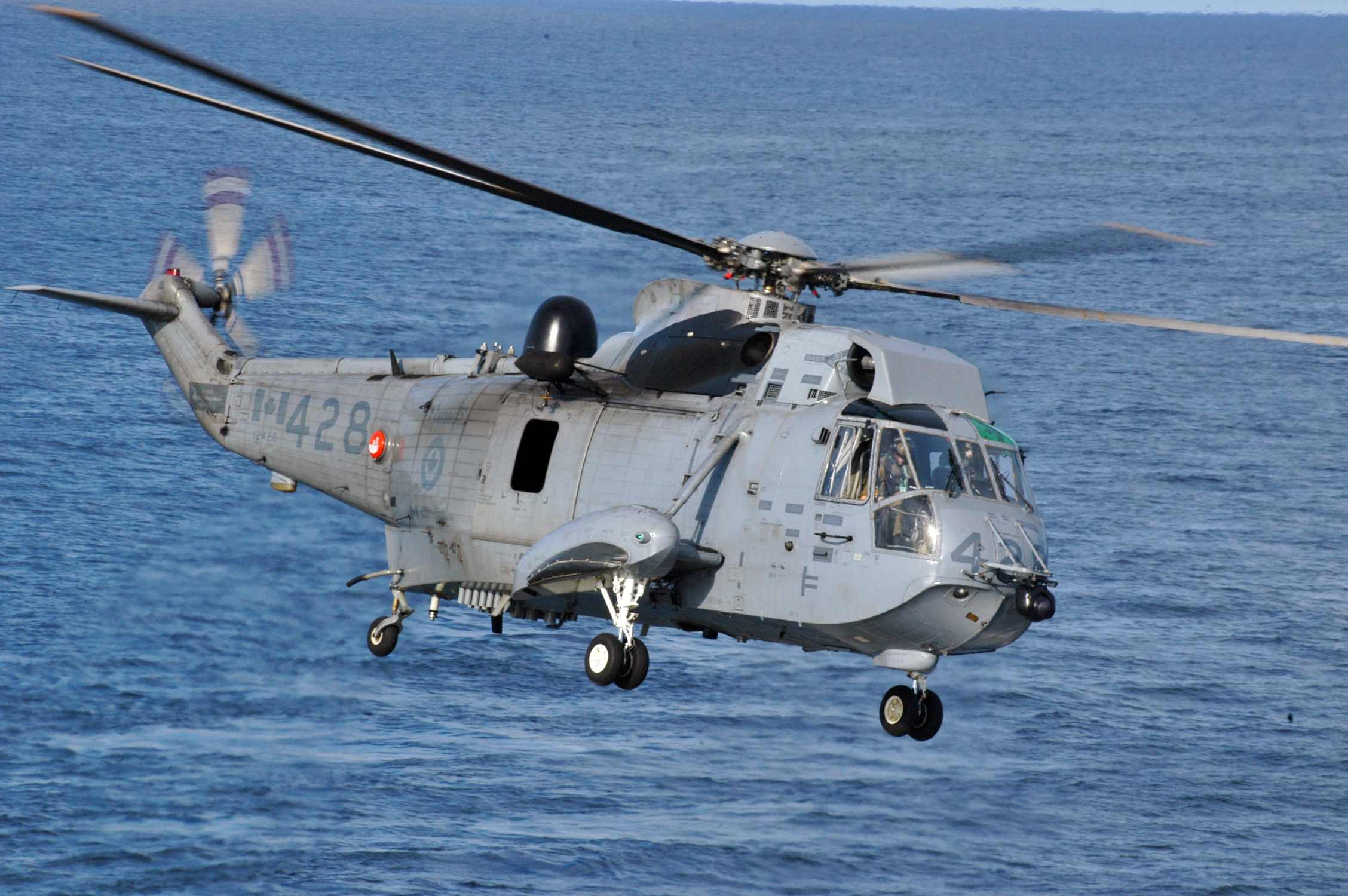
CH-124 시킹
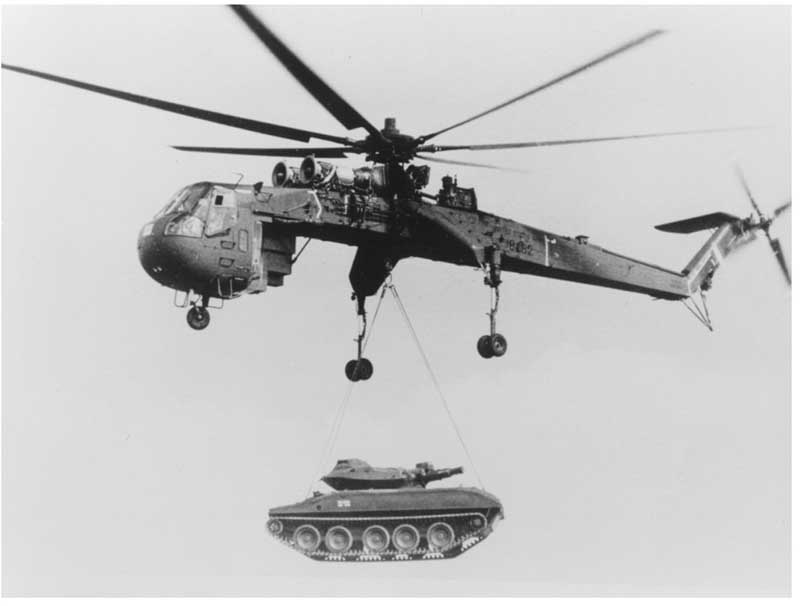
CH-54 Tarhe
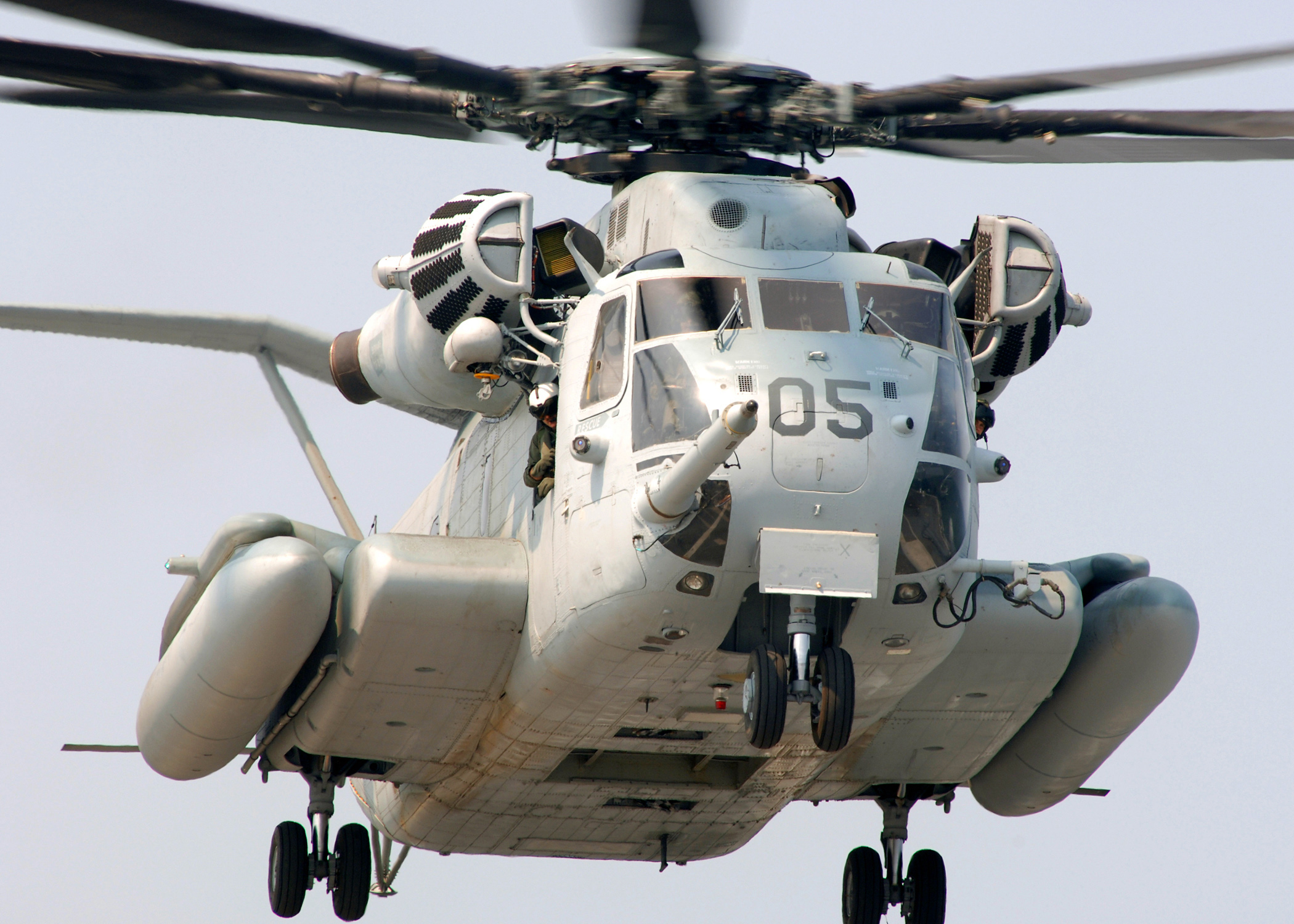
CH-53E 슈퍼스탤리온
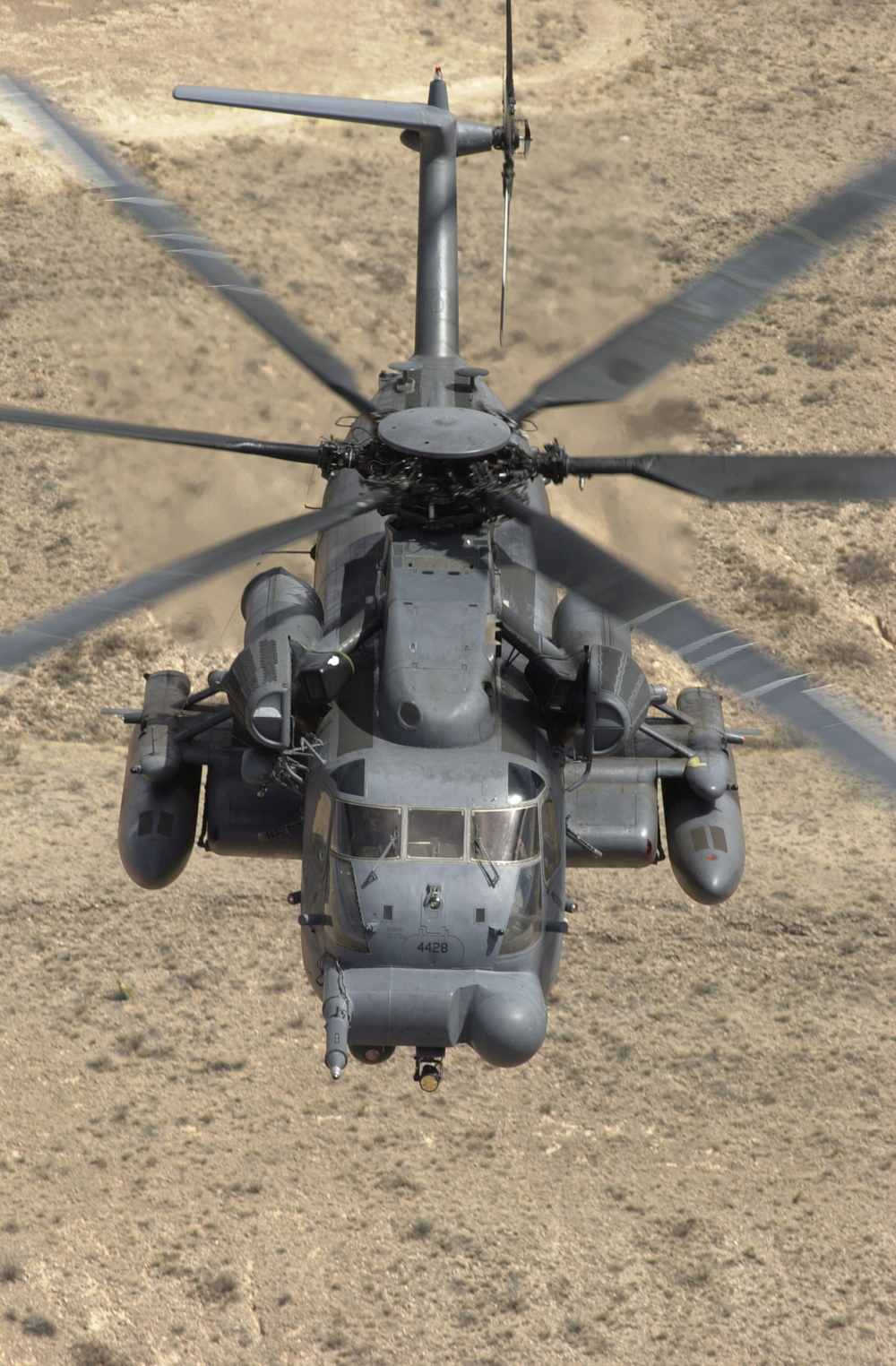
MH-53J 페이브로우 III
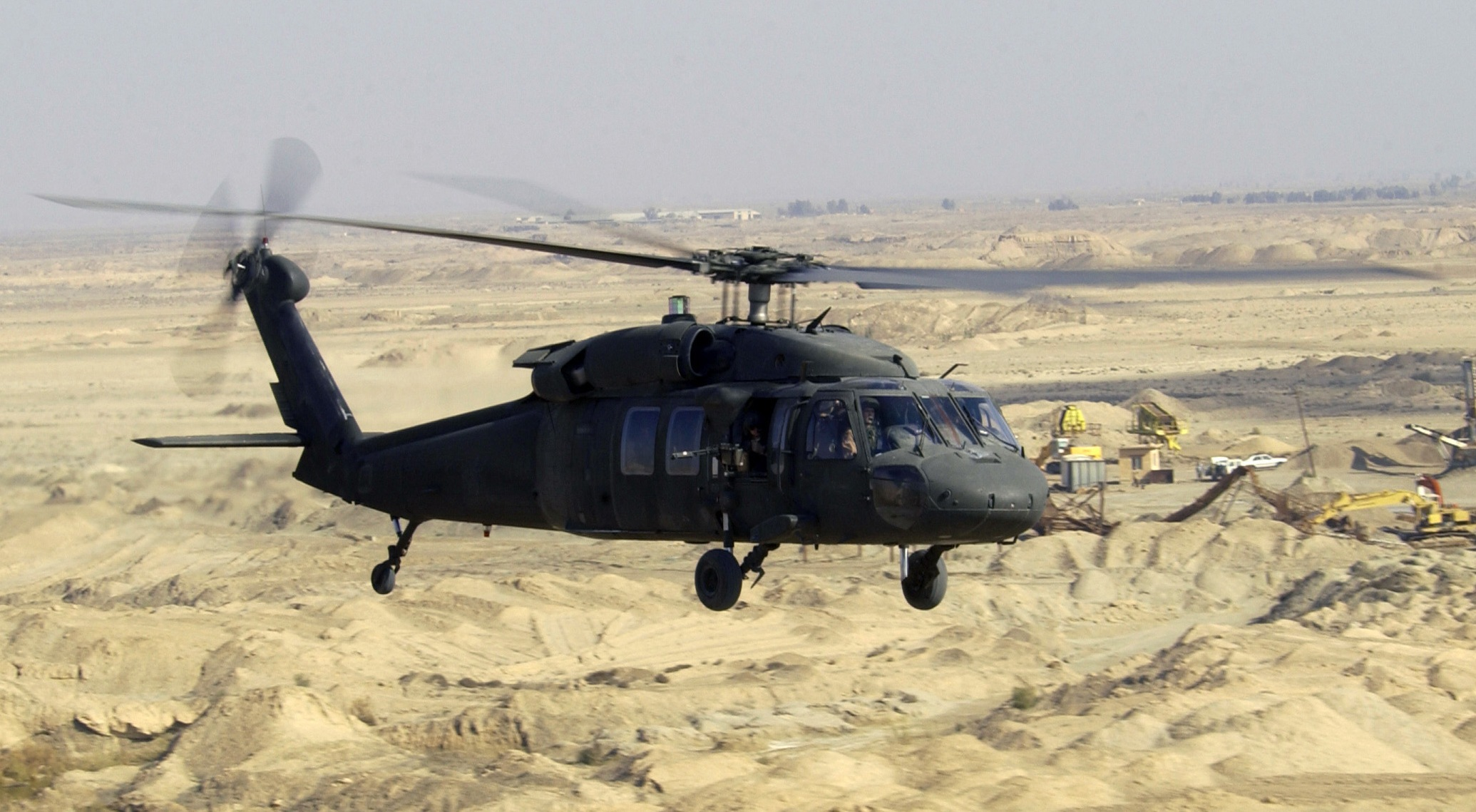
UH-60 블랙호크

## 같이 보기
- 이고르 시코르스키
- 헬리콥터